# (8862) Takayukiota
(8862) Takayukiota est un astéroïde de la ceinture principale.

## Description
(8862) Takayukiota est un astéroïde de la ceinture principale. Il fut découvert le 18 octobre 1991 à Kiyosato par Satoru Ōtomo. Il présente une orbite caractérisée par un demi-grand axe de 2,56 UA, une excentricité de 0,21 et une inclinaison de 5,6° par rapport à l'écliptique.

## Compléments